# Cataleptoneta edentula
Espèce
Cataleptoneta edentula est une espèce d'araignées aranéomorphes de la famille des Leptonetidae.

## Distribution
Cette espèce se rencontre au Liban et en Israël.

## Publication originale
- Denis, 1955 : Araignées. Mission Henri Coiffait au Liban (1951). Biospéologica n. 75 Archives de Zoologie Expérimentale Générale, vol. 91, no 4, p. 437-454.